# 荒井恵子
荒井 恵子（あらい けいこ、1929年9月2日 - 2010年6月18日）は、日本の歌手。東京都出身。1950年代に活躍した。

## 来歴・人物
1948年（昭和23年）の第2回NHKのど自慢全国大会で「南の花嫁さん」（高峰三枝子の歌で知られている曲）を歌い優勝。NHK専属となり、人気ラジオ番組『陽気な喫茶店』などの出演で人気を取った。
ラジオ歌謡も多数歌っており、「森の水車」（後に並木路子がシングル発売）などをヒットさせている。NHK専属であった関係上、レコード会社の吹き込みはほとんどない。
1960年（昭和35年）に結婚し、1963年（昭和38年）に長女を出産したことを機に第一線から退いた。1960年代後半から1970年代の懐メロブームの際には何度か『思い出のメロディー』などに出演し美声を披露したこともあった。その後実母の介護などのため歌手活動から引退し、晩年は表舞台に出る事はなく、一般人として生活していた。
2010年6月18日に口腔内の癌により東京都内の病院で死去した。80歳没。歌手活動から退いていたこともあり死去は一般には公表されておらず、2015年3月にNHKがのど自慢の記念番組を制作するにあたり出演を打診したところ、既に亡くなっていたことが判明した。

## NHK紅白歌合戦出場歴
| 年度/放送回 | 曲目                   | 対戦相手 | 備考           |
| --- | ---------------------- | -------- | -------------- |
| 1953年（昭和28年）/第3回 | ポカピカパカ           | 近江俊郎 |                |
| 1955年（昭和30年）/第6回 | 希望をのせて馬車は行く | 鶴田六郎 | トップバッター |
| 1956年（昭和31年）/第7回 | 南の花嫁さん           | 岡本敦郎 | トップバッター |
| 1958年（昭和33年）/第9回 | 橇は飛ぶよ             | 岡本敦郎 | トップバッター |
| 1959年（昭和34年）/第10回 | 白菊の歌               | 曾根史郎 | トップバッター |
| 1960年（昭和35年）/第11回 | 青い月夜の散歩道       | 若山彰   | トップバッター |
| - このうち、第7回・第9回・第10回はラジオ中継による音声が現存する。そして、第10回は2009年4月29日放送のNHK-FM『今日は一日“戦後歌謡”三昧』の中で、荒井の歌声も含め全編が再放送された（音声はモノラル）。 - 紅組のトップバッターを5回務めており、昭和期としては最多記録である。 |                        |          |                |